# Samsung Galaxy A03
El Samsung Galaxy A03 es un teléfono inteligente fabricado y anunciado por Samsung Electronics, El dispositivo posee una configuración de cámara dual con una cámara principal de 48 MP, una pantalla HD+ Infinity-V de 6,5 pulgadas y una batería Li-Po de 5000 mAh. Es distribuido actualmente con Android 11 pudiendo actualizarse a Android 13.
Dos teléfonos similares, el Samsung Galaxy A03s y Samsung Galaxy A03 Core, fueron lanzados antes y después del anuncio del dispositivo principal, uno obteniendo mejoras como la inclusión de un lente macro de 2 megapíxeles, carga rápida, procesador más potente pero con una resolución de cámara principal menor y otro con especificaciones generales más reducidas para adaptarse a la gama "ultraeconómica" que Samsung dispone en su serie desde 2019.